# Pukkisaari (ö i Södra Savolax, Pieksämäki, lat 61,76, long 28,10)
Pukkisaari är en ö i Finland. Den ligger i sjön Sulajärvi och i kommunen Jockas i den ekonomiska regionen  Pieksämäki ekonomiska region  och landskapet Södra Savolax, i den södra delen av landet, 240 km nordost om huvudstaden Helsingfors. Öns area är 0,7 hektar och dess största längd är 150 meter i nord-sydlig riktning.